# Loay
Loay è una municipalità di quinta classe delle Filippine, situata nella Provincia di Bohol, nella Regione del Visayas Centrale.
Loay è formata da 24 baranggay:
- Agape
- Alegria Norte
- Alegria Sur
- Bonbon
- Botoc Occidental
- Botoc Oriental
- Calvario
- Concepcion
- Hinawanan
- Las Salinas Norte
- Las Salinas Sur
- Palo
- Poblacion Ibabao
- Poblacion Ubos
- Sagnap
- Tambangan
- Tangcasan Norte
- Tangcasan Sur
- Tayong Occidental
- Tayong Oriental
- Tocdog Dacu
- Tocdog Ilaya
- Villalimpia
- Yanangan